# Helga Lindner
Helga Lindner (n. 5 mai 1951, Chemnitz, Germania – d. 3 noiembrie 2021, Chemnitz, Germania) a fost o înotătoare ce a reprezentat Germania, medaliată olimpică. A participat la 2 ediții ale Jocurilor Olimpice (1968, 1972) în care a câștigat o medalie de argint.